# Campionati del mondo IAADS di atletica leggera 2016
I Campionati del mondo IAADS di atletica leggera 2016 si sono svolti dal 15 al 22 luglio 2016 a Firenze, nell'ambito della prima edizione dei Trisome Games.

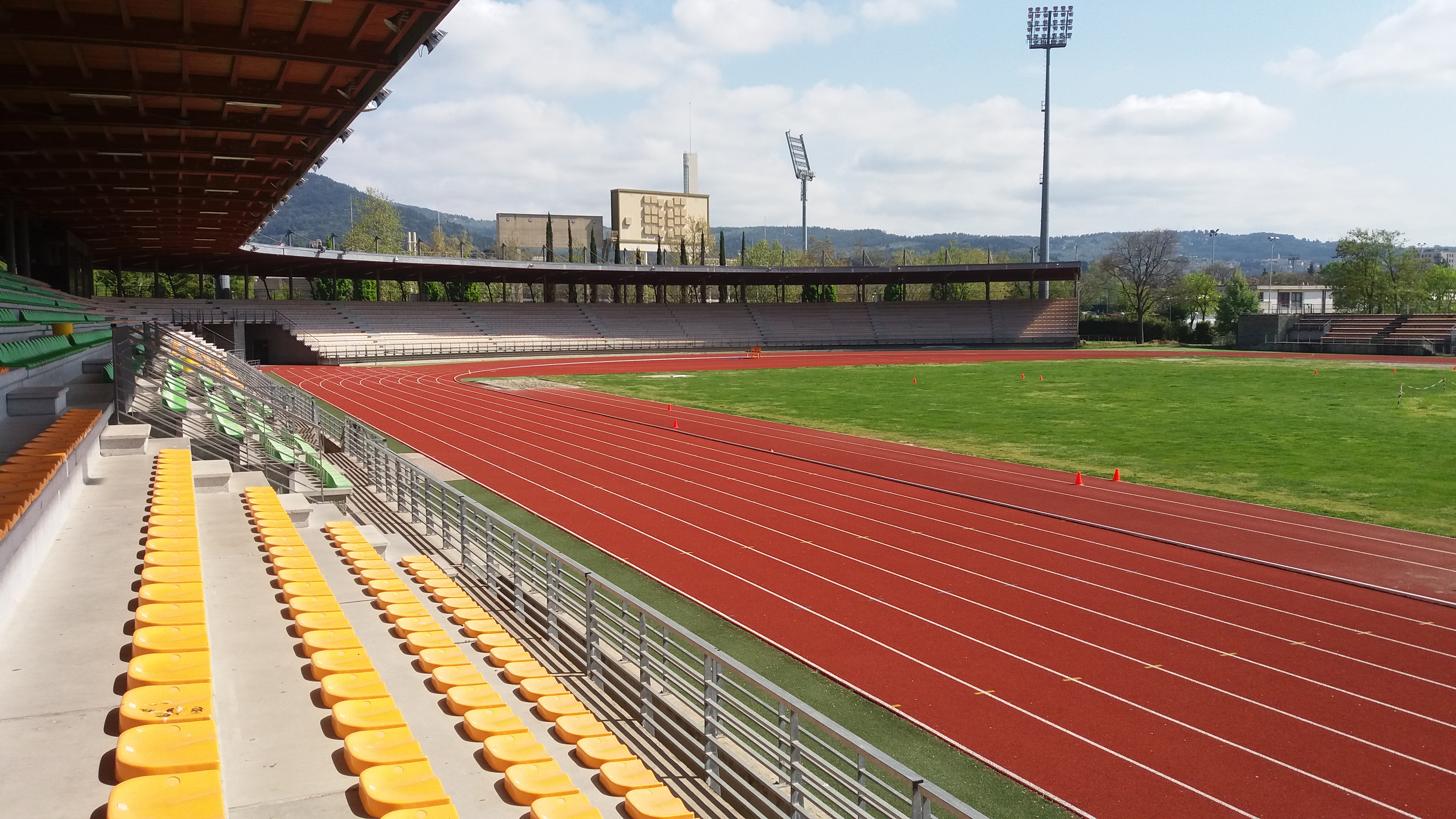
Lo Stadio Luigi Ridolfi dove si sono tenuti i IV Campionati del mondo IAADS di atletica leggera

## Sede di gara
Le gare si sono tenute nello Stadio di atletica leggera "Luigi Ridolfi".